# Chemin Queen-Mary
Pour les articles homonymes, voir Queen Mary (homonymie).
Le chemin Queen-Mary (parfois nommé en français, chemin de la Reine-Marie) est une voie de Montréal, située dans le centre-ouest de la ville.  

## Situation et accès
D'orientation est-ouest et située au centre de l'île de Montréal, le chemin Queen-Mary traverse l'arrondissement Côte-des-Neiges—Notre-Dame-de-Grâce de la ville de Montréal est situé sur le flanc nord-ouest du mont Royal. Il y a une partie qui est située dans la ville d'Hampstead.
On y retrouve l'Oratoire Saint-Joseph, un des attraits touristiques les plus visités de Montréal.

## Origine du nom
Ce chemin a été nommé en l'honneur de Mary de Teck, qui deviendra la nouvelle reine du Royaume-Uni (Queen Mary) le 6 mai 1910 lorsque son époux (George V) devient roi. La nouvelle reine choisit le nom de Mary, afin de respecter le désir de la reine Victoria qu'aucune reine britannique ne soit nommée Victoria après elle. 

## Historique
Les sulpiciens deviennent seigneurs de l'île de Montréal au XVIIe siècle et planifient le développement du territoire pour l'ouvrir à la colonisation. Ils divisent l'île en côtes, un ensemble de terres comptant une série de concessions. D'abord riveraines, les côtes sont ensuite établies à l'intérieur de l'île.
Le chemin de la Côte-des-Neiges est tracé sur un sentier sinueux qui traverse le mont Royal. Au-delà de la montagne, dans sa partie nord-ouest, le chemin de la côte des Neiges croise le chemin qui mène à la côte Saint-Luc (aujourd'hui le chemin Queen-Mary) et devient rectiligne. 
En 1900, les citadins peuvent encore profiter du caractère alors rural du flanc nord du mont Royal en empruntant le chemin de la côte des Neiges et ensuite, le chemin de la côte Saint-Luc. En 1910, un tronçon de ce chemin est renommé en « chemin Queen-Mary », du nom de l'épouse du roi d'Angleterre, George V. 
L'urbanisation du territoire démarre à partir de 1925 avec le raccordement des différentes lignes de tramways. C'est en effet l'essor du transport collectif qui incite la construction de nombreux immeubles de rapport le long des grands axes de circulation tel le chemin Queen-Mary où se trouve alors le terminus Snowdon-junction.	
Pendant les années 1960, l'autoroute Décarie est creusée en tranchée, séparant la voie en deux. Cet ajout accroit la circulation automobile dans le quartier.
En 1981, la nouvelle station de métro Snowdon est implantée à proximité de l'emplacement de l'ancien terminus de tramway. Cette station est un carrefour important du transport en commun car elle dessert deux lignes de métro et d'autobus. Aujourd'hui, le chemin Queen-Mary est encore un axe principal de l'arrondissement.

### Changement de nom
À l'automne 2010, dans la mouvance de la canonisation du Frère André, certains politiciens et journalistes ont suggéré que le chemin Queen-Mary soit renommé « chemin du Frère-André ». Jusqu'ici, aucune décision n'a été prise en ce sens. À noter qu'il existe déjà une rue du Frère-André juste à l'est de l'Oratoire Saint-Joseph (accessible par le chemin de la Côte-des-Neiges, juste au sud du chemin Queen-Mary).

## Bâtiments remarquables et lieux de mémoire
- Musée historique canadien
- Café Campus
- Collège Notre-Dame et Stade Jacques-Gauthier